# Zoektocht naar Sorab
De zoektocht naar Sorab is het 217de stripverhaal van Jommeke. De reeks wordt getekend door striptekenaar Jef Nys.

## Verhaal
Op een dag krijgt Jommeke telefoon van prinses Indarazada. De prinses vertelt hem om op zoek te gaan naar Sorab. Sorab is een voetballende olifant. Later vertrekt Jommeke samen met Filiberke en Flip naar India. Eens aangekomen in India beginnen ze hun zoektocht naar de olifant. Tijdens hun zoektocht in de jungle worden ze gevangengenomen en aan een boom vastgebonden. Net op tijd komt een aap hen bevrijden van de dood. Dan gaat de zoektocht verder maar een fakir probeert met de hulp van ongure figuren Jommeke te dwarsbomen tijdens hun zoektocht. Uiteindelijk kunnen Jommeke, Filiberke, Flip dan toch Sorab bevrijden. Tot slot kan de voetballende olifant terug bij zijn ploeg spelen en alsnog de overwinning binnenhalen. Jommeke en Filiberke krijgen een gigantische beker als dankgeschenk.

## Achtergronden bij het verhaal
- Eerder was prinses Indarazada al te zien in album Filiberke gaat trouwen.

## Uitgeverij
- Vanaf dit stripalbum verscheen tot en met album 228 elk stripalbum onder uitgeverij  Dupuis.